# جک استارت
جک استارت (انگلیسی: Jack Starrett; ۲ نوامبر ۱۹۳۶ – ۲۷ مارس ۱۹۸۹) هنرپیشه، کارگردان فیلم اهل ایالات متحده آمریکا بود.
از فیلم‌ها یا برنامه‌های تلویزیونی که وی در آن نقش داشته‌است می‌توان به اولین خون، زین‌های شعله‌ور، رز، و رودخانه اشاره کرد.